# Santa Maria (Manteigas)
Santa Maria es una freguesia portuguesa del concelho de Manteigas, con 24,54 km² de superficie y 1.609 habitantes (2001). Su densidad de población es de 65,6 hab/km².